# Jakipbek Maldibaev
Jakipbek Maldibaev (en kazajo: Жақыпбек Малдыбаев, en ruso: Жакыпбек Малдыбаев; Shengeldy, Imperio ruso, 15 de mayo de 1907 — Taskent, Unión Soviética, 8 de junio de 1938) fue el primer piloto de combate kazajo. Inicialmente recibió entrenamiento como piloto de reconocimiento, pero participó en operaciones militares en la revuelta de los Basmachí y en la Guerra civil española como voluntario.

## Biografía

### Infancia y juventud
Maldibaev nació el 15 de mayo de 1907 en el seno de una familia kazaja muy pobre, en Shengeldy una pequeña localidad rural situada en la Provincia de Zaisan, en el Turquestán ruso —entonces parte del Imperio ruso, actualmente situada en Kazajistán—. Recibió una educación religiosa básica donde aprendió a leer antes de comenzar a trabajar en una mina de oro a temprana edad, y también trabajó como pastor. Había trece hijos en su familia, pero solo cinco sobrevivieron hasta la edad adulta; en 1928 se convirtió en jefe del comité local de trabajadores. Fue reclutado por el Ejército Rojo en 1929.

### Servicio militar
Después de unirse al ejército, estuvo destinado en la República Socialista Soviética de Turkmenistán, donde se convirtió en asistente del comandante de pelotón en la 82.ª Brigada de Caballería Especial. Participó en batallas contra los rebeldes Basmachí en los desiertos de Karakum y Kyzyl Kum. En 1932, se graduó en la Escuela Militar de Asia Central que lleva el nombre de Lenin en Stalinabad, y en 1933 se graduó en la 9.ª Escuela de Pilotos de Aviación Militar (que pasó a llamarse Escuela Superior de Aviación Militar de Járkov en 1938), donde se entrenó para ser un piloto observador.
En 1934 fue nombrado piloto observador principal y jefe del servicio fotográfico en el 40.º Destacamento Especial de Aviación, con sede en Stalinabad. Promovido al rango de teniente en 1936, continuó sirviendo en la aviación, convirtiéndose en navegante en 1937 y luego siendo admitido en la Academia de Ingeniería de la Fuerza Aérea N. E. Zhukovsky en Moscú. Mientras estudiaba en la academia conoció a una chica rusa llamada Yulia con quien se casó y tuvieron una hija llamada Emma. En 1938 se convirtió en uno de los 772 pilotos soviéticos que se ofrecieron como voluntarios para combatir en la guerra civil española.
Murió en un accidente aéreo en Taskent (RSS de Uzbekistán) cuando regresaba de su servicio en España. Fue enterrado con todos los honores en un cementerio de pilotos en un aeródromo militar de la ciudad. En 2022 se erigió un monumento en su honor en Öskemen (Kazajistán). Además, hay calles que llevan su nombre en varias ciudades de Kazajistán y una escuela secundaria fue nombrada en su honor en su pueblo natal de Shengeldy.